# Seuneubok Dalam Upah
Seuneubok Dalam Upah is een bestuurslaag in het regentschap Aceh Tamiang van de provincie Atjeh, Indonesië. Seuneubok Dalam Upah telt 633 inwoners (volkstelling 2010).